# Guru ka Tal
 (mars 2025).
 (mars 2024).

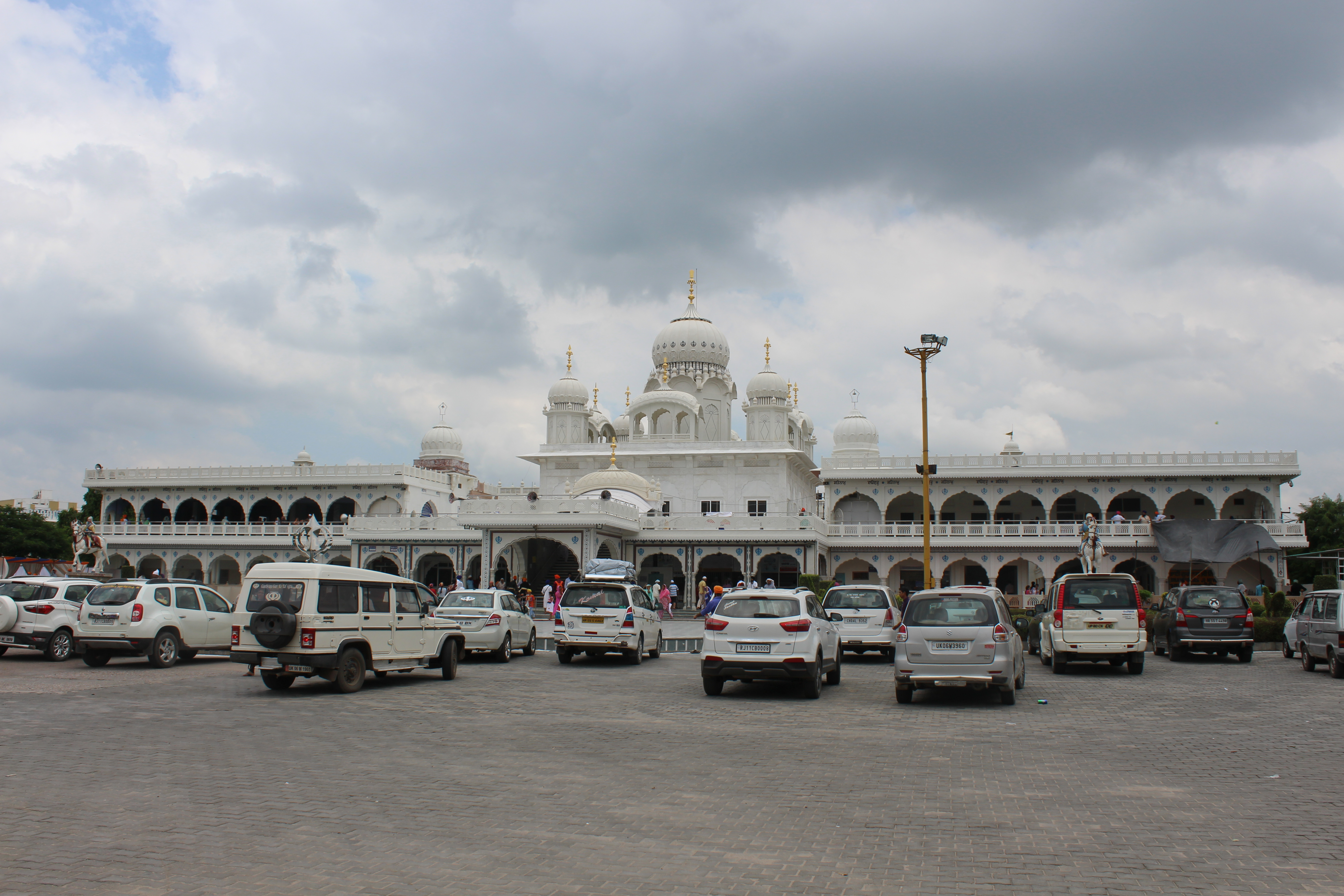
Guru ka Tal

Guru ka Tal est un lieu de pèlerinage sikh historique, dédié à la mémoire du neuvième Guru, Sri Guru Tegh Bahudar Ji. Guru ka Taal est situé à proximité de Sikandra, dans la ville d'Agra. Le Gurudwara a été construit à l'endroit où le Guru Tegh Bahadur a proposé sa reddition volontaire à l'empereur moghol Aurangazeb. Plusieurs fidèles se rassemblent chaque année dans ce sanctuaire, pour rendre hommage au grand gourou sikh, martyrisé avec ses disciples pour la liberté de pratiquer sa foi.

## Histoire
Cette structure historique remonte au XVIIe siècle. Auparavant, c'était un taal (réservoir) des environs de Sikandra. Il a été construit en 1610 après J.C. pour collecter et conserver l'eau de pluie à Agra au cours du règne de l'empereur Jehangir. L'eau du réservoir était utilisée aux fins d'irrigation pendant la saison sèche. Le réservoir était orné de sculptures en pierre. 
On dit que c'est l'endroit où le Guru Tegh Bahadur a déposé les armes pour se rendre à Aurangazeb. Le Gurudwara, appelé Guru Ka Taal, a été construit dans les années 1970, grâce aux contributions et aux efforts acharnés de Sant Baba Sadhu Singhji "Mauni".

## Architecture
Il y avait douze tours dans le Tal, mais seules huit tours ont résisté à l'épreuve du temps et ont été réhabilitées. Cette structure, en pierre rouge, présente des similitudes avec de nombreuses autres magnifiques bâtiments Moghols, comme le Fort d'Agra, Fatehpur Sikri, etc.

## Voir également
- Taj Mahal
- Fort d'Agra